# ماجد الفطيم
ماجد حمد الفطيم (1934 - 17 ديسمبر 2021)، رجل أعمال وملياردير إماراتي، ومؤسس ومالك مجموعة ماجد الفطيم، وهي مجموعة إماراتية للعقارات والتجزئة، قُدرت ثروته في عام 2021 وفق مجلة «سي إي أو وورلد» الأمريكية بنحو 5.32 مليار دولار أمريكي وجاء في المرتبة 436 عالمياً.

## حياته
هو ابن عم الملياردير الإماراتي عبد الله الفطيم. تنتشر مجموعة ماجد الفطيم حاليًا في 20 سوقًا عالميًا وتوظف أكثر من 45,000 شخص.
تشمل أبرز عقارات شركته مول الإمارات، الذي يضم منحدرًا داخليًا للتزلج، ومول مصر الذي افتتح في مارس 2017.
عُرف عنه أنه من محبّي اليخوت وكان ذلك جليّاً حينما تملّك أحد اليخوت والذي يُدعى ب Quattroelle الذي بناه لورسين في عام 2013م لصالح Michael Lee-Chin والذي باعه من بعد ذلك في عام 2014م حيث يتكون اليخت من 29 فرد طاقماً.
يعمل ابنه طارق الفطيم حاليًا في مجلس إدارة مجموعة ماجد الفطيم.

## الوفاة
توفي يوم الجمعة 17 ديسمبر 2021 الموافق 13 جمادى الأولى 1443.